# 佃户屯街道
佃户屯街道，是中华人民共和国山東省菏泽市牡丹区下辖的一个乡镇级行政单位。

## 行政区划
佃户屯街道下辖以下地区：
佃户屯社区、罗庄社区、前崔楼社区、后崔楼社区、后姚庄社区、庞庄社区、马庄社区、苗屯社区、张和庄社区、孔楼社区、杜桥社区、张堂社区、李孟油社区、彭堂社区、温堂社区、草庙社区、吴店社区、长罡集社区、朱大庙社区、双庙社区、刘堂社区、孔庄社区、虎头李社区、曹楼社区、杜楼社区、沙窝社区、观上社区、魏庄社区、邵楼社区、天波张楼社区、杨庄社区和均张庄社区。

## 交通
- 京九铁路：田水井站